# Candy (2006)
Candy is een Australische dramafilm over drugsgebruik die in 2006 in première ging op het internationaal filmfestival van Berlijn, waar ze genomineerd werd voor de Gouden Beer. Regisseur Neil Armfield baseerde de productie op het boek Candy: A Novel of Love and Addiction van Luke Davies, die zelf verslaafd was aan heroïne.

## Verhaal
Er komt een einde aan het keurig gestroomlijnde leven van studente kunstschilderen Candace 'Candy' Wyatt (Abbie Cornish) wanneer ze verliefd wordt op dichter Dan (Heath Ledger). Deze staat vrijzinnig in het leven en gelooft in het opzoeken van zo veel mogelijk genotsmomenten, die hij onder meer vindt in drugsgebruik. In navolging van Dan wordt Candy eveneens een steeds groter veelgebruiker. Dans oudere vriend en tevens drugsgebruiker Casper (Geoffrey Rush) waarschuwt het stel dat zolang ze nog kunnen stoppen, ze dat niet willen, maar zodra ze willen stoppen, het niet meer kan. Dan en Candy gaan niettemin door met het opzoeken van de ene na de andere high.
Aangezien noch Candy noch Dan vast werk heeft, zijn hun financiële middelen om aan drugs te komen beperkt en snel op. Omdat ze koste wat kost toch heroïne willen blijven spuiten, zoeken ze andere manieren om aan geld te komen. Dit verergert van geld lenen, tot geld stelen, tot spullen stelen om te verkopen, tot prostitutie.

## Rolverdeling
- Tony Martin - Jim Wyatt
- Noni Hazlehurst - Elaine Wyatt
- Tom Budge - Schumann
- Roberto Meza-Mont - Jorge